# Ian Ollis

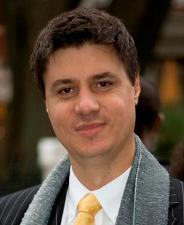
Ian Ollis

Ian Ollis (* 1970 in Sandton) ist ein südafrikanischer Politiker der Demokratischen Allianz.

## Leben
Ollis studierte am Baptist Theological College der Universität Zululand und an der Witwatersrand-Universität in Johannesburg. Er ist seit der Parlamentswahl in Südafrika 2009 Abgeordneter in der südafrikanischen Nationalversammlung. Neben Zakhele Mbhele und Mike Waters gehört er zu den ersten offen homosexuellen Abgeordneten in der Nationalversammlung Südafrikas.